# Mousa Ali
Mousa Ali is een stratovulkaan in Awsi Rasu, op het drielandenpunt van Eritrea, Ethiopië en Djibouti.
De Mousa Ali is onderdeel van de Grote Slenk, en is het hoogste punt van Djibouti.